# Regiunile Albaniei
Albania este divizată la nivel local în douăsprezece regiuni (albaneză qarku). Fiecare regiune constă într-un număr de districte.
| Regiune                 | Districte                                                                    | Capitala    | Harta                                                                              |
| ----------------------- | ---------------------------------------------------------------------------- | ----------- | ---------------------------------------------------------------------------------- |
| 1. Regiunea Berat       | Districtul Berat, Districtul Kuçovë, Districtul Skrapar                      | Berat       | Shkodër Kukës Lezhë Dibër Durrës Tirana Elbasan Fier Berat Korçë Gjirokastër Vlorë |
| 2. Regiunea Dibër       | Districtul Bulqizë, Districtul Dibër, Districtul Mat                         | Peshkopi    | Shkodër Kukës Lezhë Dibër Durrës Tirana Elbasan Fier Berat Korçë Gjirokastër Vlorë |
| 3. Regiunea Durrës      | Districtul Durrës, Districtul Krujë                                          | Durrës      | Shkodër Kukës Lezhë Dibër Durrës Tirana Elbasan Fier Berat Korçë Gjirokastër Vlorë |
| 4. Regiunea Elbasan     | Districtul Elbasan, Districtul Gramsh, Districtul Librazhd, Districtul Peqin | Elbasan     | Shkodër Kukës Lezhë Dibër Durrës Tirana Elbasan Fier Berat Korçë Gjirokastër Vlorë |
| 5. Regiunea Fier        | Districtul Fier, Districtul Lushnjë, Districtul Mallakastër,                 | Fier        | Shkodër Kukës Lezhë Dibër Durrës Tirana Elbasan Fier Berat Korçë Gjirokastër Vlorë |
| 6. Regiunea Gjirokastër | Districtul Gjirokastër, Districtul Përmet, Districtul Tepelenë               | Gjirokastër | Shkodër Kukës Lezhë Dibër Durrës Tirana Elbasan Fier Berat Korçë Gjirokastër Vlorë |
| 7. Regiunea Korçë       | Districtul Devoll, Districtul Kolonjë, Districtul Korçë, Districtul Pogradec | Korçë       | Shkodër Kukës Lezhë Dibër Durrës Tirana Elbasan Fier Berat Korçë Gjirokastër Vlorë |
| 8. Regiunea Kukës       | Districtul Has, Districtul Kukës, Districtul Tropojë                         | Kukës       | Shkodër Kukës Lezhë Dibër Durrës Tirana Elbasan Fier Berat Korçë Gjirokastër Vlorë |
| 9. Regiunea Lezhë       | Districtul Kurbin, Districtul Lezhë, Districtul Mirditë                      | Lezhë       | Shkodër Kukës Lezhë Dibër Durrës Tirana Elbasan Fier Berat Korçë Gjirokastër Vlorë |
| 10. Regiunea Shkodër    | Districtul Malësi e Madhe, Districtul Pukë, Districtul Shkodër               | Shkodër     | Shkodër Kukës Lezhë Dibër Durrës Tirana Elbasan Fier Berat Korçë Gjirokastër Vlorë |
| 11. Regiunea Tirana     | Districtul Kavajë, Districtul Tirana                                         | Tirana      | Shkodër Kukës Lezhë Dibër Durrës Tirana Elbasan Fier Berat Korçë Gjirokastër Vlorë |
| 12. Regiunea Vlorë      | Districtul Delvinë, Districtul Sarandë, Districtul Vlorë                     | Vlorë       | Shkodër Kukës Lezhë Dibër Durrës Tirana Elbasan Fier Berat Korçë Gjirokastër Vlorë |